# Camino del infierno (película de 1946)
Camino del infierno es una película de Argentina en blanco y negro dirigida por Luis Saslavsky y Daniel Tinayre según guion de Saslavsky escrito en colaboración con Ariel Cortazzo sobre la novela homónima de Gina Kaus que se estrenó el 15 de marzo de 1946 y que tuvo como protagonistas a Mecha Ortiz, Pedro López Lagar, Amelia Bence y Elsa O'Connor. También colaborararon Vlasta Lah como director asistente y Daniel Tinayre en el encuadre.

## Sinopsis
Una mujer, enferma de celos, acosa a su esposo y no le deja disfrutar de su verdadero amor.

## Reparto
Colaboraron en el filme los siguientes intérpretes:
- Mecha Ortiz …Laura Simrock
- Pedro López Lagar …Alberto Miranda
- Amelia Bence …Irene Rossi
- Elsa O'Connor …Ana
- Alberto Bello …Profesor Lazcano
- Guillermo Battaglia …Dr. Mas
- Alita Román …Silvia
- Alberto Vila …Esteban
- Rafael Frontaura …Carlos
- Ofelia Cortesina …Pilar
- Iris Portillo …Nora
- Eliseo Fioriti
- Herminia Mas …Madre de Alberto
- Lalo Hartich …Dr. Bermúdez
- Aída Villadeamigo …Mujer en velatorio
- Pura Díaz …Srta. Carrini
- Ana Gryn

## Comentarios
Calki en El Mundo escribió:

”Realización del mérito… el concepto de la novela, lindante con el folletín, ha sido hábilmente aprovechado… la agudeza de Saslavsky lo lleva a aprovechar la armazón de la intriga policial, desbrozar la en raccontos… para dar interés al espectáculo.”

El cronista de La Nación opinó:

”Lo psicológico se vincula en esta producción dramática al tema policial y al misterio, todo en una medida en que el arte cinematográfico tiene gravitación muy fuerte.”